# 钱云会事件
钱云会事件（中国大陆官方称之为乐清蒲岐“12·25”交通肇事案），起因于中国浙江省温州市的乐清市蒲岐镇寨桥村的一位村民，2010年12月25日上午9点多，在虹南公路寨桥村路段，被一輛牌照为皖K5B323，由刚刚出狱几天的司机费良玉驾驶的解放牌重型自卸货车辗死的事，和之后几天发生的官民冲突的群体性事件，以及引发国内外多方的媒体报道和多方调查的事件总称。死者钱云会生前多次為寨桥村村民争取权益，屡次上訪。2005年，在寨桥村村民委员会主任的民主选举中，錢雲會以2300票的高票（村民总计2500多票）当选为村民委员会的主任，被村民们称为村长。案發後，死者的亲属和多位目击证人稱錢云會被謀殺，但目击证词後來被官方定為僞證，樂清市警方召開新闻发布会，稱該事件為“交通事故”，
据称还對包括死者女兒女婿在內的家屬，知情的村民，以及外地来访的公民记者进行未经审判的抓捕，并派人对每个村民进行恐吓威胁，规定村民只能讲和警方一致的说法，否则就抓进监狱。事后经进一步调查，寻得关键证据（带有微录设备的手表），法院最终裁定，此事件的起因确系突发交通事故，而并非故意杀人。

## 事件背景
寨桥村位于蒲岐镇东北，全村共有900户，3676人，耕地750亩，滩塗35公顷，人均年收入9000元左右。村民原本可以通过养殖业和小本经营过上衣食无忧的生活。2004年4月，官方的浙能樂清電廠征用寨橋村土地時與當地村民發生糾紛。双方在征地价格问题上有很大分歧，浙能乐清电厂工程厂区范围征迁涉及乐清市南岳、蒲岐两镇12个村庄，征地总面积3365.4亩，其中耕地325亩；寨桥是其中的一个村，征林地213.8亩及小部分国有滩塗；2004年4月9日，乐清市国土资源局与寨桥村签订了协议，安置补偿款为3800万元。寨桥村将近3676名村民，人均可得到补偿款1万元左右。而村民代表向当地政府提出，要“将安置补偿费提高到人均10万元”。土地被征后，当地村民原有的生活方式被彻底改变，村民们提供的材料显示，这次征用的土地面积占到了全村土地总面积的67.6%，被征用的土地、山地、滩塗收入占全村总收入的96.78%。土地被征用后，全村剩下的人均耕地仅为0.19亩。2005年4月，钱云会當選為該村村民委员会主任，任職後為村民上訪爭討補償。其後錢雲會多次被投入看守所，2005年3月10日，乐清市法院以聚众扰乱社会秩序罪判处钱云会有期徒刑一年六个月，缓刑两年。之后还被判非法轉讓土地使用權罪，獲刑两年。2010年7月19日，钱云会刑满释放。寨桥村安排了两辆车，前往金华的监狱接他。村民们回忆说，那一天，几乎全村的人都赶到十几里之外的104国道路口，夹道欢迎，鞭炮响个不停。
2010年12月17日，寨桥村村民拦截运送石料至乐清临港开发区围垦工地的工程车队。驾驶员与村民对峙之后离开村莊返回石料厂。12月18日，钱云会指挥村民运来数个电线杆将通往朝乐清电厂和临港工业开发区的道路堵死。12月19日，运送着数吨重的石料车队再次经过该村，又被堵住，只得再次返回。12月20日，警方派出吊车将电线杆吊走。之后因为当地雨雪天气，该工程队运送石料暂时中止，12月23日恢复運送。
一名署名“錢云會”的用戶曾在2010年8月9日於天涯社區上發表有關該土地糾紛的討論主題。命案發生後該主題得到近兩萬條回复，其後被天涯社區刪除。

## 事件過程

### 村长被货车輾死
2010年12月25日早上8點，錢云會接到一個電話之後離開住所，然後在近上午10點時被一辆解放牌重型自卸货车輾死於樂清虹南公路寨橋村路段。死者女兒對媒體表示父親是被副鎮長的電話叫出去谋杀的，死者女儿随后被警方以“协助调查”的名义带走並拘留。而《南方日報》報導，12月28日，一名自稱目擊者的邻村新一村村民李海燕称，事發的上午9時許她在事發的寨橋村村口看到了被困住的錢云會，路邊停了一輛白色桑塔納。另外，此前有村民表示，看到村長打了一段時間的電話，然後打著一把雨傘走向村口的公路，“四個男人，都戴著白手套、黑口罩，其中兩個反扭著他的手，另外一個人掐住了脖子。”李海燕稱，被掐住脖子後，钱云会有點昏迷。她曾上前勸阻，卻被人推開，她只好離去但回望之際，“一輛停在五六米遠的卡車慢慢地開過來，四個人推著他背過去的雙手，將脖子推向車輪下”。 但是，乐清市并不存在新一村，寨桥村的邻村是华一村，目击证人“李海燕”是化名，真实姓名为黄迪燕，是一名智障人士，实际上并没有在现场目击。在接受《法制日报》记者采访时，她对记者说“是寨桥村的人教我这样说的”。第一证人钱成宇也承认“谋杀”是他的猜测。
事发后，有人拍摄下警方出警前以及出警时的录像，发布在网上。

### 警民衝突
案發後，村民組織起來保護現場。當地警察其後兩度試圖帶走钱云会的屍體，終於在下午4點將屍體帶走，並與村民發生衝突。有6名村民後來被當地警方以涉嫌尋釁滋事為由刑事拘留，其中包括該事件目擊證人。钱云会的女兒、女婿和兒子也被警方帶走，关进看守所。
钱云会的堂弟钱云龙（化名）住在虹桥镇，他在10点左右赶到事发现场。当时交警便告诉他，这是交通事故，要清理现场。家属同意清理现场，但要求先看监控录像，以确定死因。家属随交警前往派出所查看，却被挡在门外，称村民打伤了镇上的警察。
乐清市公安局对《三联生活周刊》表示，由于村口的视频摄像头正在调试，警方与移动公司取得联系后，录到了村民围攻警察之录像。
为什么只能录到村民围攻警察的录像，而录不到钱云会被碾死的录像？难道录像机会自己识别该录什么以及不该录什么？对此，相关部门未做进一步的说明。

### 官方的解释
案發當日下午，當地官方媒體“溫州網”報導該事件為一起“交通事故”，並稱樂清市領導“非常重視”並第一時間到達現場處置事件，其後網絡上出現了錢云會被謀殺的傳聞。12月27日，《中國青年報》報導事發時死者錢云會乃是面朝地面，而車牌為“皖K5B323”的工程車當時正在逆行，輪胎正好從他的頸部輾過，並認為本案有多個疑點。
12月27日下午，中共樂清市市委宣傳部，公安局與交警支隊就該事件召開新聞發布會辟谣，將該事件定性為“一起普通的交通事故”，並展示剎車痕的照片作為證據。案發現場安裝有監控施工用的攝像頭，然而負責安裝的中国移动樂清分公司在新聞發布會上声稱該設備“只能監控，無法儲存”，因而不能獲取案發時的監控視頻。
有關在錢云會死後，其大女兒、弟弟及弟媳均被警方帶走的原因，警方表示案件偵破過程中，不便透露。
对于有当事人称死者系遭谋杀，警方发言人表示，将对抓获的当事人进行测谎。但也有评论认为，应该首先对警方发言人进行异地测谎。
温州警方说费良玉是先打电话报警然后自行到派出所投案的。但是，费良玉在接受中央电视台记者采访时说他是坐警车离开的。

### 警方的刑讯逼供和村民遭官方恐吓
事发后全村电话被控制。據當地村民對《中國青年報》反映，共有6位死者家属被警方逮捕。還有村民表示，家屬被帶走時，有村民在現場多說了幾句話，就被抓起來了。官方还派人挨家挨户对村民进行恐吓，规定村民按照官方的话语口径说话，否则就抓进监狱。 而當《21世紀經濟報道》記者趕到村子時，只見家家大門緊閉，村民已不敢多言。記者敲開一戶人家，得知是記者，只聽到“噓”的一聲，房間裡的人阻止開門者答記者問。記者寫道：“有人自稱目睹到更多在場者被帶走，不想惹來麻煩。”另外，記者得知最先趕到現場的2名死者親屬失踪，他們的親屬也不知其下落。《春城晚报》报道，那2名亲属是被警方带走了，在他们获释后，随即对媒体表示，他们在派出所遭到刑讯逼供并在看守所被殴打辱骂、冻饿。报道还说，死者钱云会遇害当晚，死者曾经的工作搭档，曾与之共同赴京上访的村庄二号人物，证人王立权和他的的老婆、孩子在夜里被抓，他们从未参与过村里的维权及抗议活动。另一位声称看到杀人现场的证人钱成钱也被抓，他是在赴某北京记者之约途中遭警方拘押。钱成钱被放出后自称拘押是遭到辱骂，他因患糖尿病而被放回家。还有一名曾被警方带走的村民表示，12月26日“突然失踪”的村民钱成宇，被警方脱掉衣服，隆冬开冷气虐待。黄迪燕老妇人——曾对媒体（不是上文的《南方日报》）表示自己在25日早晨亲眼看见4个戴口罩的男子殴打钱云会并将他推倒在地，使之遭工程车轧死——在采访后的第二天和老伴一起被警方带走，暂时还没有消息。此前接受《东方早报》采访时，黄迪燕老妇人的老伴曾预测：谁说，谁就会被抓走。但是据后续调查，黄迪燕的证词并不属实，其丈夫王仕高对当时媒体对“连自己年龄都说不清楚”的老伴进行采访表示“忿忿不平”。

### 新闻过滤和网络封锁
腾讯网有关此事件的新闻专题被删除。
百度钱云会贴吧 （页面存档备份，存于）因“相关法律法规和政策”被关闭。
有多家中国大陆境内讨论钱云会事件的博客被管理员删除，但在中国内地以外的地区浏览时仍然可以从Google的网页快照中找到被删除的博客内容。
在温州本地有名的703804论坛，管理员有系统地删除网帖，但是网民仍继续发帖。
据BBC报道，北京大学联同警方发布了命令，要求北京大学校园内所有复印店不得复印包括钱云会案件的资料在内的敏感文件。

### 地方政府称排除谋杀并向中央政府保证被指定的调查结果
12月29日深夜11点，温州市政府举行新闻发布会，再次对钱云会死亡一案作出认定：这是一起交通肇事案，死者对“交通事故”负次要责任，排除谋杀可能。浙江省官方媒体浙江在线称，一场舆论风波已日渐平息。
钱云会之死被警方认定为交通肇事案件。肇事司机费良玉是才刑满释放几天的吸毒人员，没有驾驶证，事故发生时，他和坐在副驾驶位置上的黄标拉着严重超载的货物从虹桥镇往乐清湾港区围垦工地方向行驶。肇事司机费良玉称：“看到的就是一个行人站在路中间，他（钱云会）刚好是冲到路中间，然后（我）就是按喇叭、打方向、紧急避闪，他跟过来，他一直往前走，就没有停下来，然后刹车来不及。” 可费良玉2天后又改口称说没刹车，时间刚好和案发现场的高清视频的在中国大陆网上的被封杀的时间相一致。
警方给出的认定结果是：钱云会当时正横穿马路，费良玉称看到后虽然采取了刹车措施（费良玉称先急打方向），但因为车辆本身的制动性能差，同时超载282%，工程车仍旧与没有躲闪的钱云会发生碰撞，导致钱云会当场死亡。
温州市公安局局长叶寒冰通过央视表示，要把该案办成铁案，整个的证据都要能够铁板钉钉，无懈可击。

### 继续质疑
法律网站“东方法眼”总结出十大疑问。
搜狐新闻刊登网民评论称，戴着手铐的目击者钱成宇，虽然是在看守所内戴着手铐接受中央电视台的采访，但依然说出来真相。所谓“车走动了六七十公分”即意味着缓缓压过去。钱成宇在看守所内受访时还提到，碾死死者的工程车后面跟着四个人。评论质疑，他们应该是更直接的目击者，应该亲眼看到了钱村长被轧。为何不让钱成宇描述一下他们？他们是不是像传言的那样蒙着面戴着口罩，上衣后面印着“特警”二字？钱成宇曾面对面看到的他们，应该是记得的。
有多家的官方电视台，以及众多的独立的个人均对此事件进行了调查。
多位目击证人指那辆解放牌重型自卸货车当天早上9时25分之前已经停在死亡点五米外。 
多家媒体记者调查称：钱云会先被警棍打倒，工程车随后缓缓地辗过死者。当时蒲岐镇副镇长徐祥忠可能就在工程车上。 
但是，根据后来公布的现场照片可以看出，肇事现场确有明显的刹车制动痕迹。钱成宇在事后接受记者采访时承认，他并没有目击到案件的发生，“谋杀”只是他根据肇事车辆逆行、未及时刹车等事实进行的猜测。

## 非官方调查
钱云会案发之后有数个民间调查团队前往乐清调查。其中较有名的是王小山的团队和许志永的团队。许志永发布《公盟“钱云会之死真相”调查报告》，得出钱云会案件是一起普通交通事故的结论。许志永的调查报告引发大量质疑，但是韩寒在他的博文《需要真相，还是需要符合需要的真相》中对许志永的结论表达了支持。
但此后，关于钱云会死因的争议继续发酵，并和自由派圈子里的恩怨搅在一起，主张“普通交通事故致死”和“谋杀致死”的两派长期互相攻讦，始终难以达成共识。

## 后续事件
《每日新闻》报道称，“众多参与此案的官员有严重腐败行为，温州市公安局副局长，钱云会案件调查组组长沈强就是其中之一。他们购买的房子都是温州最好地段、最好楼层的最好房子。而沈强购买的房子面积为277.89平方米，只比温州市工商局局长曾云传和原乐清市市委书记黄正强小了一点，是购买房屋里第三大面积。这些房子的价格在四万块钱一平方米左右，这些高官购买却只需要五分之一的价格。光是这套房子就给沈强省下了900万元的巨资。而这些地段，很多拆迁户仍然没有得到安置。“
据德国之声报道：钱云会之子钱成旭在2011年1月19日凌晨4点左右，和警方签署了名义上的赔偿总额为105万的赔偿协议，到目前为止，警方只付了20万元，警方表示，是否支付剩下的赔偿款要看表现。协议中有“协议签署后不许再追究钱云会死因”的条款。钱成旭之后对记者表示：“我对不起我爸爸！”

2011年1月29日，警方透露，办案机关于1月14日查获了钱云会出事当天所戴的附有微录设备的手表。警方称，手表中的微录设备记录事发当天的真实情况，证明了公安部门对案件性质的认定。警方还透露，手表中的录音将作为视听证据于2011年2月1日开庭时予以公示。
2011年12月23日，谢光发表《圣诞节的黑色追忆：钱云会事件一周年回顾》纪念文章。

## 判决结果
2011年2月1日上午，浙江省乐清市人民法院对本案进行了公开审理。庭审现场公布了钱会云所戴微录手表中摄制的画面，并当庭作出了一审判决。被告人费良玉犯交通肇事罪，判处有期徒刑三年六个月。二审维持了原判。
2011年5月31日，乐清市人民法院对在事故后藏匿证据（微录手表）的袁迪贵和王立权进行公开开庭审理，并当庭作出一审判决：被告人袁迪贵犯妨害公务罪，判处有期徒刑一年六个月，犯妨害作证罪，判处有期徒刑九个月，数罪并罚，决定执行有期徒刑二年。被告人王立权犯妨害公务罪，判处有期徒刑一年六个月，犯伪证罪，判处有期徒刑七个月，数罪并罚，决定执行有期徒刑一年八个月。